# Социальное предпринимательство в Германии

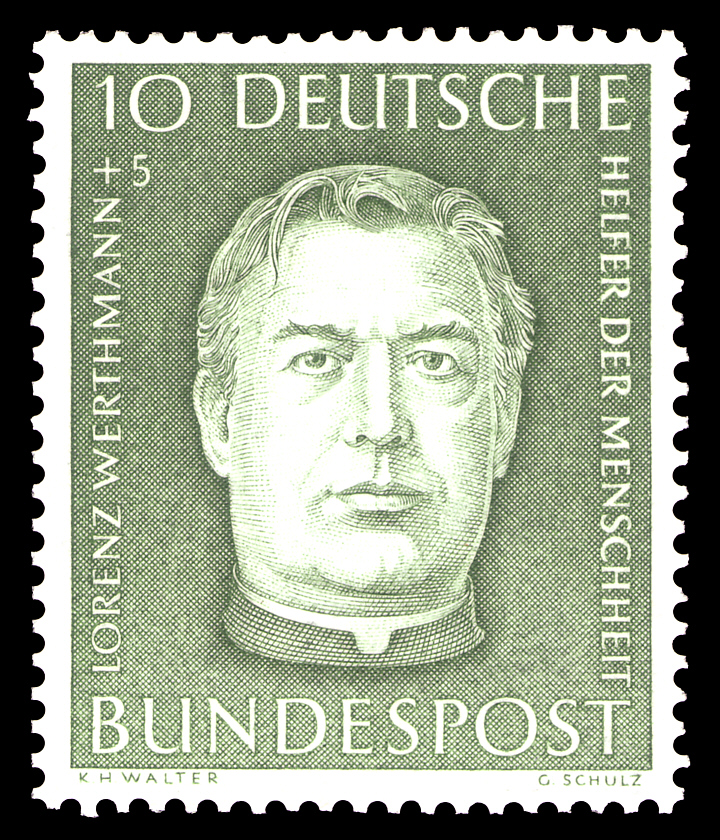
Почтовая марка с изображением Лоренца Вертманна, одного их первых социальных предпринимателей Германии

Единой юридической формы социального предпринимательства в Германии по состоянию на 2015 год не существует. К социальным предприятиям могут относиться различные фонды (нем. Stiftungen), ассоциации (нем. Vereinen), общества с ограниченной ответственностью (нем. GmbHs) и кооперативы (нем. Genossenschaften).

## История социального предпринимательства в Германии
Первые немецкие кооперативы официально появились в 1889 году. Некоторые из них исследователи Вестфальского университета имени Вильгельма относят по ориентации к социальным. Эти же исследователи называют одним из первых социальных предпринимателей Германии Лоренца Вертманна, католического священника, который основал в 1897 году сеть социальных объединений. Хотя по другой версии, одним из первых социальных предпринимателей Германии был промышленник Фридрих фон Диргардт. В 1816 году он создал условия для своих работников, по которым они могли рассчитывать на оплачиваемый больничный отпуск. Фон Диргардт строил больницы, школы, открывал организации для поддержки нуждающихся рабочих завода.
В современном понимании социальное предпринимательство пришло в Германию в 1998 году, когда в стране был открыт филиал Фонда Шваба.

## Теоретическая база
Поскольку в Германии отсутствует единая юридическая форма социального предпринимательства, к этой категории могут относиться разные организации, ведущие предпринимательскую деятельность и работающие в социальной сфере. Немецкими специалистами были разработаны стандарты социальной отчётности, применяемые и в сфере социального предпринимательства, причём не только в Германии. В составлении стандартов принимали участие учёные Мюнхенского технического и Гамбургского университетов. Эти стандарты позволяют организациям документировать и отслеживать финансовые и социальные результаты деятельности. Например, такой формой отчётности пользуется и пионер социального предпринимательства — фонд Ашока.

## Государственная поддержка

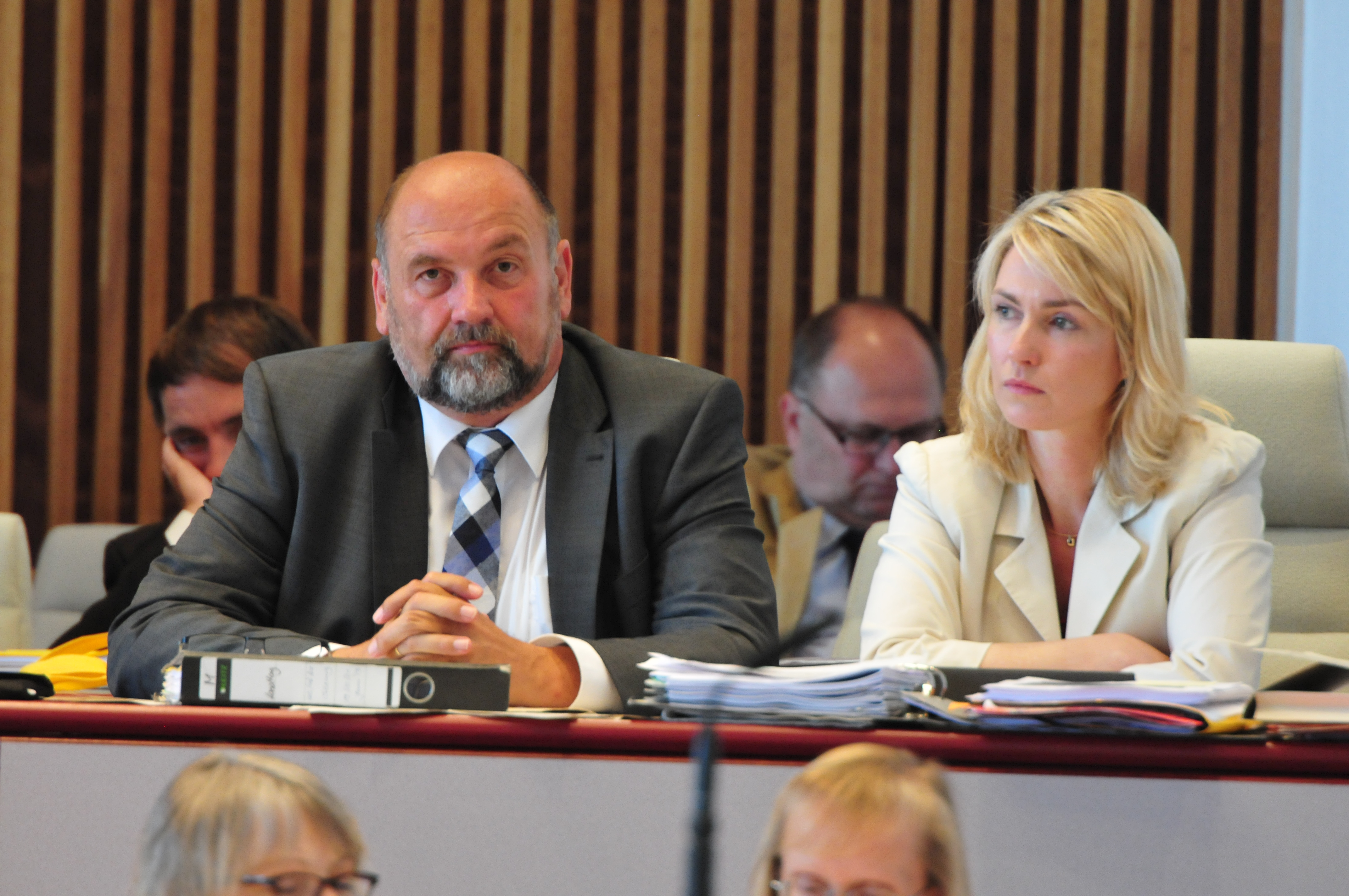
Министр по делам семьи, пожилых граждан, женщин и молодёжи Мануэла Швезиг на заседании парламента

Немецкое правительство достаточно в поздние сроки, в сравнении с другими странами Евросоюза, начало поддерживать социальное предпринимательство. Причём эта поддержка изначально не выражалась в финансовом вливании. В 2000 году Герхард Шрёдер поддержал конкурс социальных предпринимателей, который в 2003 году привёл к созданию зарегистрированной ассоциации для поддержки социального предпринимательства. В 2005 году Ангела Меркель взяла ассоциацию под своё шефство. С тех пор выделяют два направления государственной поддержки. Первое, по линии Министерства экономики, заключалось в поощрении устойчивых социальных предпринимателей, которым была отведена отдельная номинации Национальной премии Sustainability Award. Но в 2012 году номинацию отменили. Другим вектором господдержки можно назвать разработку стратегии взаимодействия между социальными предпринимателями и Министерством по делам семьи, пожилых граждан, женщин и молодёжи. Однако на политическом уровне отсутствует единый подход к пониманию роли социального предпринимательства в социальном развитии Германии, так что поддержка таких предприятий продолжает носить бессистемный характер.

## Помощь от фондов

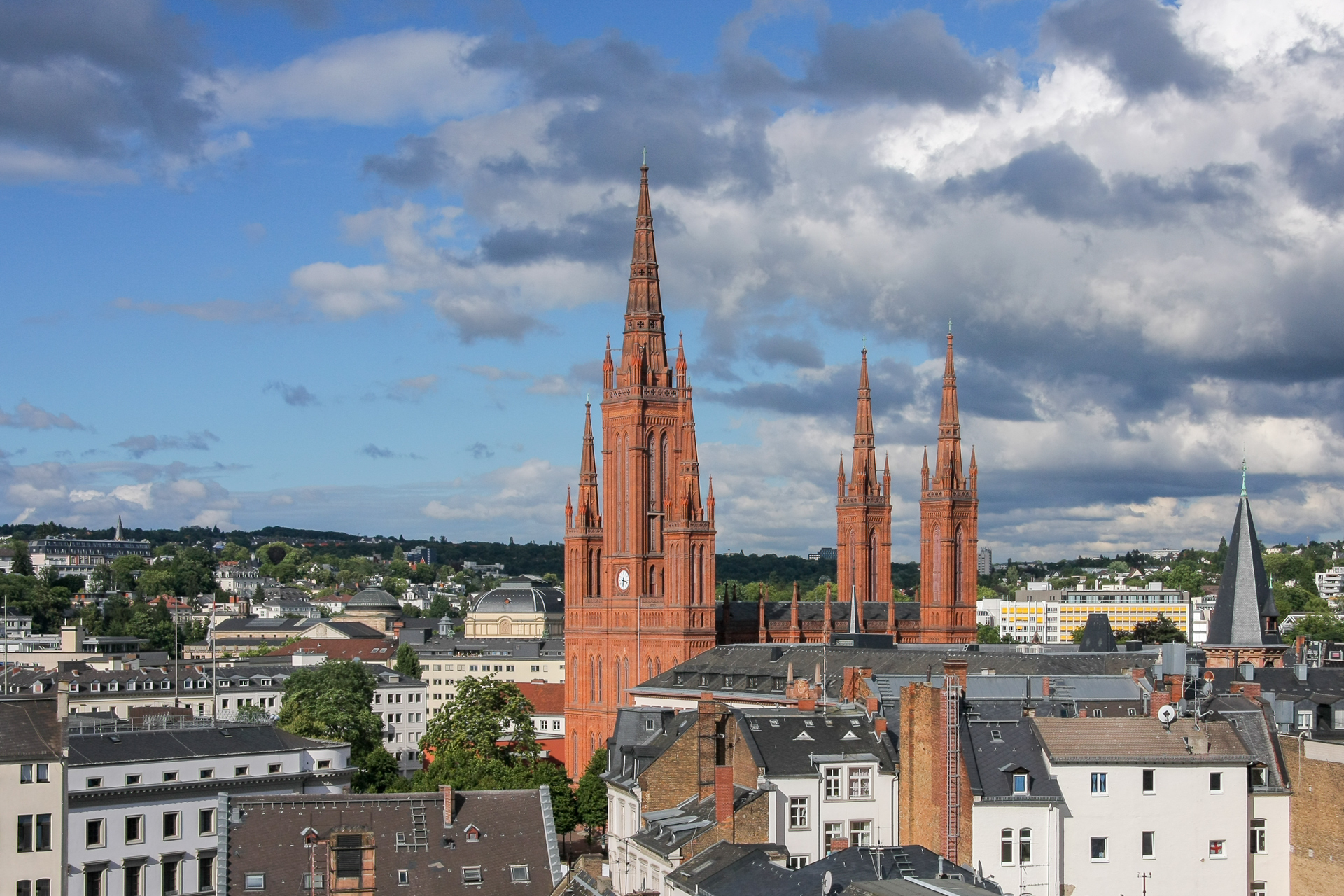
Висбаден имеет статус города социального бизнеса

Фонд социального предпринимательства Шваба, Ashoka и BonVenture — три основные организации, поддерживающие немецких социальных предпринимателей.
Швейцарская организация Social Entrepreneurship Initiative & Foundation с 2011 года регулярно проводит семинары для социальных предпринимателей нескольких стран, в том числе Германии.

### Висбаден — город социального бизнеса
Немецкий город Висбаден в 2010 году получил статус города социального бизнеса. Такой титул ему присвоила творческая лаборатория Grameen Bank.
На практике это означает, что висбаденские социальные предприятия получили приоритетную поддержку, как со стороны международных организаций, так и со стороны городских властей. Особое внимание было уделено женскому предпринимательству. В школах Висбадена проводились лекции на эту тему. По мнению Мухаммада Юнуса, города социального бизнеса (второй такой город появился в Японии — Фукуока) со временем станут отправной точкой для социального предпринимательства в мире.

## Образовательные программы
С 2008 года в Мюнхенском техническом университете проводится международная летняя школа, в рамках которой изучают принципы социального предпринимательства.
В более широком масштабе мюнхенские университеты совместно проводят занятия в Академии социального предпринимательства, основанной в 2010 году. Спецкурсы могут пройти студенты и начинающие предприниматели.

## Практика

### В сфере образования
Мюнхенский проект в сфере образования ROCK YOUR LIFE! помогает старшеклассникам из неблагополучной среды подготовиться к поступлению в высшие учебные заведения или успешно получить среднее образование. Программа особенно важная для детей иностранцев, получивших немецкое гражданство. В проекте участвуют тысячи студентов, которые помогают школьникам в учёбе. Проект юридически зарегистрирован как некоммерческая организация с ограниченной ответственностью (Gemeinnützige GmbH).

### В сфере трудовой интеграции
Практически повсеместно в Германии можно встретить магазины торговой марки CAP. В 2011 году насчитывалось 90 таких магазинов, в которых работало около 1 200 человек, в том числе 650 инвалидов. За каждый такой магазин отвечает местная ассоциация инвалидов, но торговая марка принадлежит благотворительному кооперативу мастерских инвалидов. Магазины решают не только проблему трудоустройства людей с ограниченными возможностями, но и вопросы экологического характера, а также вопросы доступности основных продуктов питания для людей с проблемами здоровья. В магазинах организована доставка продуктов на дом, есть возможность предоставления почтовых услуг.